# 待詔 (官職)
待詔原指士人、宫女等待君主的诏令。后逐渐演变为中国古代文官官職名。
唐朝时，玄宗即位，张说、陆坚、张九龄等人被召入禁中，称为翰林待诏。在清朝之位階為從九品。待詔職能通常負責訓練培育人才，為配置於翰林院之基層官員編制，其上有掌院學士及侍講學士。1910年代，清朝滅亡後，該官職廢除。